# Richard John Cartwright
Pour les articles homonymes, voir Cartwright.
Cet article possède un paronyme, voir Richard Cartwright.
Richard John Cartwright (4 décembre 1835-24 septembre 1912) est un homme politique canadien de l'Ontario. Il est député fédéral libéral de la circonscription ontarienne de Lennox de 1867 à 1878, d'Huron-Centre de 1878 à 1882, d'Huron-Sud de 1883 à 1887 et d'Oxford-Sud de 1887 à 1904. Il est ministre dans les cabinets des premiers ministres Alexander Mackenzie et Wilfrid Laurier.

## Biographie
Né à Kingston dans le Haut-Canada, Cartwright naît dans une famille de loyalistes.
Élu député du conservateur et soutien de John A. Macdonald à l'Assemblée législative de la province du Canada en 1863. Lors de la Confédération canadienne, il est réélu dans la circonscription de Lennox lors de l'élection de 1867.
En 1869, il rompt avec les Conservateurs lorsque Francis Hincks est nommé ministre des Finances et s'associe avec les Libéraux.
Avec l'arrivée au pouvoir des Libéraux en 1874, il est nommé ministre des Finances dans le gouvernement d'Alexander Mackenzie. Il supporte les politiques de libre-échange par la limitation des tarifs.

## Chevalier
Cartwright n'est pas réélu en 1878, mais retrouve un siège à la Chambre des communes du Canada lors d'une élection partielle dans Huron-Centre en novembre 1878.
En 1879, il est fait chevalier en reconnaissance de son action politique.
Réélu dans Oxford-Sud en 1887, il milite pour une représentation proportionnelle au Parlement.
Durant les années 1890, les Libéraux délaisse la politique de réciprocité avec les États-Unis et entraîne la diminution de l'influence de Cartwright sur le parti.

## Gouvernement de Laurier
Avec la victoire de Wilfrid Laurier en 1896, Cartwright revient au cabinet à titre de ministre du Commerce et membre de la commission permanente visant à résoudre les problèmes diplomatiques en le Canada et les États-Unis.

## Sénateur
En 1904, il est nommé au Sénat du Canada et demeure ministre du Commerce jusqu'à la défaite de Laurier en 1911. Il est de représentant du gouvernement au Sénat de 1909 à 1911 et leader de l'opposition au Sénat de 1911 à son décès en 1912.

## Hommage
Les Cartwright Street et Cartwright Point de Kingston sont nommés en son honneur. 